# Izbășești (okręg Vâlcea)
Izbășești – wieś w Rumunii, w okręgu Vâlcea, w gminie Milcoiu. W 2011 roku liczyła 168 mieszkańców.